# Сухоруков Леонід Семенович
Леонід Семенович Сухоруков (нар. 2 січня 1945, Харків — помер 13 травня 2014, Істборн, Англія) — радянський та український письменник, один із перших майстрів афористичного жанру пострадянського простору, який творив трьома мовами водночас: українська, російська та англійська. Цими мовами побачили світ і його книжки.
Батько — Сухоруков Семен Артемович (1916–1991), заслужений будівельник УРСР, кандидат технічних наук, державний діяч, організував та очолив у 1948 році відділ будівництва та архітектури Ради міністрів УРСР, де й пропрацював 44 роки аж до пенсії.
Мати — Авраменко Ольга Петрівна (1922–2010), педагог, зав. кафедрою іноземних мов Національного університету харчових технологій (НУХТ), професор. Викладала улюблений предмет у цьому навчальному закладі понад 40 років.

## Біографія
Леонід Семенович Сухоруков народився 2 січня 1945 року в місті Харків під час Німецько-радянської війни. Пішов у школу одразу в третій клас. У десять років написав свій перший афоризм: «Допоки живий, я вірю у безсмертя!».
1962–1967 закінчив Київський Державний університет ім. Т. Г. Шевченка (факультет іноземних мов).

1967–1972 — викладач університету і водночас перекладач (1967–1968) в Київському відділенні ВАТ «Інтурист».

1968–1972  керівник групи перекладачів, головний спеціаліст патентно-ліцензійного відділу при Київському міськвиконкомі.

1969–1971 заочно закінчив Вищі патентні Московські курси.

1972–1986 займався науковою діяльністю під керівництвом академіка В. М. Глушкова в Інституті кібернетики АН УРСР. 
Має понад 20 наукових праць з кібернетики та англійської мови. Водночас творчо працює в улюбленому жанрі афоризму, музично оформляє та пише власну музику для кіно, театру й телебачення. Бере участь у створенні одного з художніх фільмів «Така вона гра» (реж. М. Малецький та В. Попков) присвячений переможцям Суперкубку УЄФА -Київському футбольному клубові «Динамо», який здобув у 1974 році, під керівництвом головного тренера Валерія Лобановського, титул найсильнішої команди Європи. У день презентації фільму та святкового концерту в Київському Палаці спорту Леонід Сухоруков виступає зі своїми афоризмами та експромтами.
Влітку, 1973, в місті Сочі, стає ведучим й організатором однієї з перших дископрограм СРСР «Диски, Диски, Диски». А через два роки світ заполонив найпопулярніший стиль «Диско» (1975).
У 1962 році, обожнюючи електронну музику, Л. Сухоруков змайстрував (із другом електронщиком) трьох- мануальний транзисторний електроорган, який уперше зазвучав у «квадро-стерео» (у той час не існувало навіть поняття «стерео» — тільки «моно»), ще й прикрасив чарівний звук першою повноспектровою кольоровою музикою на тиристорах, котра освітлювала великий «Магічний кришталь», спеціально виготовлений на Київському склозаводі. 

У 1967 році в Україні була перша спроба офіційного виступу на державній сцені (Жовтневий палац культури м. Києва) університетської бітгрупи Red Stars під керівництвом Леоніда Сухорукова, в репертуарі якої були пісні, найпопулярніших тоді на Заході й у світі, британського гурту «Бітлз» та французького співака Сальваторе Адамо, після чого партійно-іделогічні боси її заборонили як капіталістичну пропаганду.
За путівками ЦК ВЛКСМ та Мінкультури СРСР Леонід Семенович прочитав безліч безкоштовних лекцій у багатьох містах Союзу, зокрема, в Україні. У ці ж роки він стає музичним керівником відомого Українського ансамблю пантоміми «Мімікрічі» (пізніше — театр клоунади «Мімікрічі» під керівництвом Володимира Крюкова), і програм показів моди у Будинку Моди Мінлегпрому УРСР.
1977 — створює перший український дискоклуб в Києві на Печерському Узвозі «Веселка», а через кілька місяців, разом із Молодіжною редакцією Українського телебачення — першу телевізійну дископрограму «П'ять хвилин на роздуми», в якій бере участь як музичний редактор і композитор. Програма починалася і закінчувалася власною музикою Л. Сухорукова. Її відвідали й записалися всесвітньо відомі співаки та ансамблі СРСР й далекого Зарубіжжя: Софія Ротару, Юрій Антонов, Алла Пугачова, італійський співак — Маріно Маріні, югослави — Джордже Мар'янович та Радміла Караклаіч, гурт «Машину часу» та інші.
До художнього фільму «Київські зустрічі» — новела «В останні дні літа» (режисер Сільвія Сергейчикова, Київська кіностудія художніх фільмів ім. Довженка) Л. Сухоруков пише музику.
Музичну тему любові з цього фільму виконували аж два лауреати міжнародних конкурсів водночас: Володимир Бистряков (клавісин) та Олексій Коган (скрипка).
 Наприкінці 80-х молодий композитор створює музику й пише сценарії для сатиричного журналу «Жорна» (український побратим московського «Фітіля») — Укркінохроніка.

У 1984 році Леонід Сухоруков написав музику до п'єси Мірей Шізгал «Машиністки», що йшла в Київському театрі ім. Лесі Українки. Головні ролі виконували Ігор Старіков (1943–1992). та Оксана Мєлєшкіна (Мєлєшкіна-Смілкова).
У 1985 р. Леонід Сухоруков стає лауреатом найпопулярнішого в CPCP українського журналу політичної сатири «Перець» (побратим союзного журналу «Крокодил»), а через рік залишає наукову діяльність і переходить на журналістську роботу до вищезгаданого сатиричного часопису.
Наступного року у видавництві Спілки письменників України «Радянський письменник», завдяки зусиллям та «ідеологічному ризику» його директора,  всесвітньо відомого письменника-сатирика, публіциста й громадського діяча Олега Чорногуза, вперше побачила світ авторська книжка афоризмів Леоніда Сухорукова «Наодинці з думками» (1000 афоризмів) у співавторстві із Дмитром Арсеничем «Постріли з лука» (300 афоризмів) українською мовою накладом 65 тис. примірників(!).
1990  виходить з друку друга авторська книжка афоризмів Леоніда Сухорукова російською мовою «Лаконичные Зарисовки» (2000 афоризмів), які побачили світ у Ставропольському державному книжковому видавництві.
З 1991 по 1993, працюючи в журналі «Перець», водночас є кореспондентом журналу «Крокодил» по Україні.
Публікувався в сотнях видань, як на території СРСР, так і за кордоном українською, російською та англійською мовами. Його афоризми перекладені на десятки мов СРСР та світу. 
1991 — представляв УРСР на першому Офіційному обміні між письменниками-сатириками СРСР і США на запрошення неодноразового кандидата у президенти та віце-президенти США доктора Джеймса Х. Борена (10.12.1925-24.04.2010).
Під час візиту до Америки Леонід Семенович замислився над можливостями поширення міжнародної освіти в Україні.
1993 — він одним із перших на пострадянському просторі організовує центр з міжнародної освіти — «Центр Інтерлінк-Україна» для навчання українських студентів будь-якого віку та школярів за кордоном.
1998 — запрошується на роботу в британську освітню організацію Windsor Education курувати навчання студентів із Східної та Центральної Європи. Тут він працює і понині як віце-президент, директор.
2005 — у Великій Британії вийшла з друку перша англомовна книжка афоризмів Леоніда С. Сухорукова All About Everything. Вона являє собою першу книжку авторських афоризмів англійською мовою виданою на Заході вибраних за 55 років творчої діяльності журналістом і письменником із пострадянського простору. Всі гроші від продажу книжки під час презентації у посольстві України в Лондоні були передані автором до дитячого Чорнобильського фонду.

Наприкінці 2005 року Джон Ліо, редактор US News and World Report, назвав афоризм Леоніда Сухорукова першим у власній публікації Aphorism-2006.
29.04.2006 відбулася чергова урочиста презентація книги автора у Лондонському палаці торгівлі Harrods на запрошення тодішнього його власника Мохамеда Аль Фаєда, який особисто разом із автором репрезентував книжку All About Everything для присутніх.
Леонід Семенович є одним із засновників та авторів повноформатного та повнокольрового тижневика «Українська Британія», який вийшов у Великій Британії 15.02.2002. У цьому ж часописі Л. Сухоруков кілька років вів сторінку гумору.
Водночас письменник має постійну афористичну колонку в першому Британському двомовному тижневику "London-Info — «Афоризмы на каждый день от Леонида С. Сухорукова» російською мовою (з червня 2006), та англійською (з 2010 року).
Сьогодні афоризми автора перекладені більше ніж на 40 мов світу. Навіть під час виборів Барака Обами на його сайті з'явився афоризм Леоніда Сухорукова: «Money is evil and the less we have the more evil it becomes.» («Гроші — це зло: чим їх менше, тим більше воно дістає за живе»). Також його афоризми цитують на офіційних міжнародних заходах в своїх виступах, наприклад, міністр юстиції республіки Казахстан процитувала Леоніда Сухорукова двічі на брифингу в ОБСЄ. Відень, Австрія 25-05-2007
На 2011 рік у письменницькій шухляді Л. С. Сухорукова 3 нових рукописні книжки, котрі мають вийти з друку у видавництві «Ярославів Вал», Київ:
«Афоризми на кожний день» (366 вибраних афоризмів українською мовою)

«Афризмы на каждый день» (366 вибраних афоризмів російською мовою)  різні за змістом.

«Азбука Афоризма» (1111 вибраних афоризмів російською мовою)
Леонід Сухоруков входить до числа п'ятнадцяти найвідоміших майстрів афоризму у світі.

## Твори
Дмитро Арсенич, Леонід Сухоруков «Постріли з лука. Наодинці з думками».: Гумор та Сатира.  Київ, Радянський письменник  1987. С 157. (укр.)

Леонид Семёнович Сухоруков «Лаконичные Зарисовки». — Ставрополь: Кн. Изд-во, 1990  С. 126. (рос.)

Leonid S. Sukhorukov «All About Evertything. 400 aphorisms of a lifetime».  United Kingdom: PenPress Publishers, 2005. (Переклад заголовку: «Все про все.. 400 афоризмів за життя.») (англ.)
Надрукований у численних книжкових збірках афоризмів.

«Веселий Ярмарок» (у ряді збірок) друга половина 80-х років. (укр.)

«Українська Афористика Х-XX ст. /100 майстрів української афористики», Київ, Видавничий центр «Просвіта», 2001. (укр.)

Та в інших…